# PDP-4

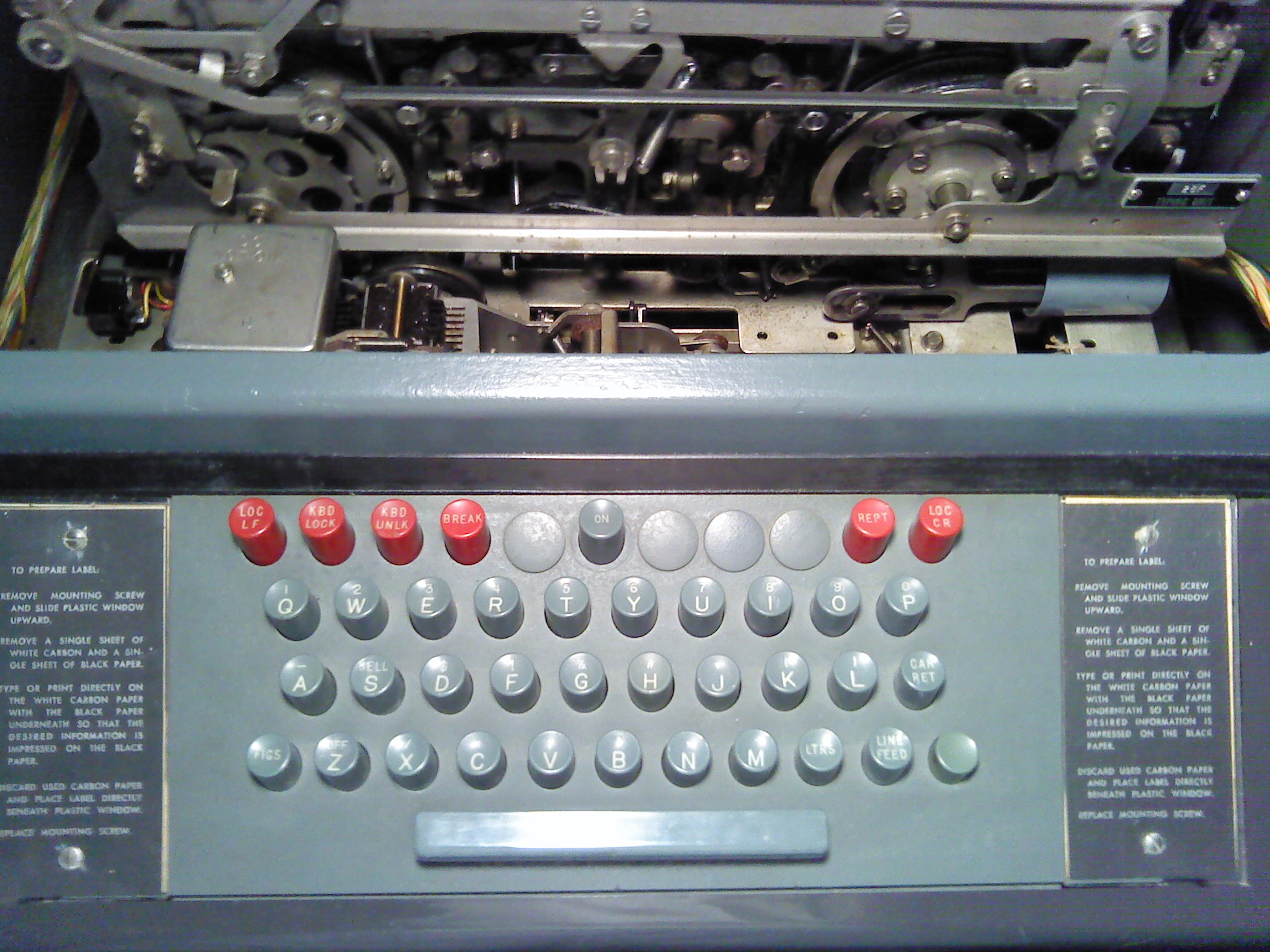
Teletype Model 28 ASR, de consoleprinter van de PDP-4 met ingebouwde ponsbandlezer- en -schrijver

De PDP-4 was een minicomputer in de PDP-serie van DEC die in 1962 geïntroduceerd werd als opvolger van de PDP-1.

## Geschiedenis
De PDP-4 is een 18-bits minicomputer die voor het eerst geleverd werd in 1962. Het systeem was kleiner dan de PDP-1 en had langzamer geheugen, maar werd aangeboden aan ongeveer de helft van de prijs van zijn voorganger. Alle latere 18-bits PDP-machines (de PDP-7, PDP-9 en PDP-15) hebben een vergelijkbare, maar uitgebreidere instructieset. Ze zijn gebaseerd op dezelfde concepten als de 12-bits PDP-5 en PDP-8 maar dan krachtiger.
Er werden ongeveer 54 exemplaren verkocht.

## Gegevensopslag
Zowel de PDP-1 als de PDP-4 gebruikten ponsband als voornaamste opslagmedium. Het gebruik van IBM-compatibele magneetbanden was uitsluitend beperkt tot het opslaan van gegevens. Er was ook trommelgeheugen beschikbaar (amper een megabyte groot en niet-verwijderbaar), maar dat was niet in de geest van de minicomputers voor persoonlijk of gedeeld gebruik die DEC aanbood.
Het was in deze context dat DEC DECtape introduceerde, aanvankelijk "MicroTape" genoemd, voor zowel de PDP-1 als de PDP-4.

## Software
DEC leverde een editor, een assembler en een FORTRAN II-compiler. De assembler verschilde op twee manieren van die van de PDP-1:
- In tegenstelling tot de PDP-1 werden macro's niet ondersteund.
- Het was een one-pass-assembler: de ponsband hoefde niet twee keer te worden gelezen.